# Kalahari-ørkenen
Kalahari-ørkenen er et stort, højtliggende (800-1100 m o.h), tørt til halvtørt sandet område i det sydlige Afrika, som dækker ca. 900.000 km². Ørkenen dækker ca. 70 % af Botswana og dele af Zimbabwe, Namibia og Sydafrika.
Buskmændene lever i Kalahari-ørkenen.
23°S 23°Ø / 23°S 23°Ø